# François Christophe Edmond Kellermann
François Christophe Edmond de Kellermann, 3º Duque de Valmy (1802-1868) foi um distinto estadista, historiador político e diplomata durante a Monarquia de Julho.
Era filho de François Étienne de Kellermann e neto do marechal François Christophe de Kellermann.